# Vicente Valdés (métro de Santiago)
Vicente Valdés est une station de combinaison entre les lignes 4 et 5 du métro de Santiago, dans la commune de La Florida.

## La station
La station est ouverte depuis 2005.

## Origine étymologique
Le nom de cette station, car il est situé sous l'intersection de l'avenue Vicuña Mackenna avec la rue Vicente Valdés, qui est nommé d'après le premier maire de La Florida, qui a été élu par les propriétaires des biens de la nouvelle commune, en 1900. il a ensuite été réélu entre 1903 et 1907 et entre 1915 et 1918.